# Karl Jordan (Historiker)
Karl Jordan (* 26. Juli 1907 in Cottbus; † 27. Februar 1984 in Kiel) war ein deutscher Historiker. Jordan lehrte von 1943 bis 1975 als ordentlicher Professor für Mittlere und Neuere Geschichte an der Universität Kiel. Er forschte vor allem zu Heinrich dem Löwen.

## Leben und Wirken
Der Sohn von Emma Jordan, geborene Lüttge, und des Oberstaatsanwaltes Botho Jordan lebte zur Zeit des Ersten Weltkriegs in Berlin. Er war evangelischer Konfession. Von 1917 bis 1926 besuchte er das Gymnasium in Stargard, wohin sein Vater versetzt worden war. Anschließend studierte er Geschichte, Germanistik und Klassische Philologie an den Universitäten Tübingen, Erlangen, Berlin und Göttingen. Er wurde während seines Studiums Mitglied der Vereine Deutscher Studenten Tübingen und Göttingen. 1949 wurde er auch Alter Herr des VDSt Kiel, dessen Altherrenbundvorsitzender er von 1957 bis 1975 war. Durch die Vorlesung von Johannes Haller beeinflusst, entschied er sich, Historiker zu werden. Seine akademischen Lehrer wurden jedoch Karl Brandi und Percy Ernst Schramm. Jordan wurde 1930 in Göttingen bei Brandi zu dem Thema Das Eindringen des Lehnswesens in das Rechtsleben der römischen Kurie zum Dr. phil. promoviert. Im Jahre 1931 legte er die Lehramtsprüfung ab. Nach der Promotion war Jordan für zwei Jahre wissenschaftlicher Assistent am Historischen Seminar in Göttingen. In den Jahren 1932 bis 1939 war er Mitarbeiter der Monumenta Germaniae Historica (MGH, seit 1935 „Reichsinstitut für ältere deutsche Geschichtskunde“) in Berlin, wo er die Urkunden Karls III. und Arnulfs von Kärnten bearbeitete. Kurzzeitig war er Mitglied der SS. 1935/36 war er Stipendiat der Deutschen Forschungsgemeinschaft. 1936 wurde ihm die Sammlung, Bearbeitung und Herausgabe der Urkunden Herzog Heinrichs des Löwen übertragen. Die Urkunden Heinrichs des Löwen konnten nach mehreren Verzögerungen von 1941 bis 1949 erscheinen. Für diesen Zweck wurde bei den Monumenta Germaniae Historica eine Reihe der Laienfürsten- und Dynastenurkunden der Kaiserzeit neu eingerichtet. Das Unternehmen wurde durch Heinrich Himmler gefördert.
Jordan habilitierte sich 1938 an der Philosophischen Fakultät der Universität Halle mit einer Arbeit über die Bistumsgründungen Heinrichs des Löwen. Im Jahr 1939 wurde er Dozent an der Universität Halle. Jordan war Mitglied im Nationalsozialistischen Altherrenbund und Amtswalter in der NSV. Am 9. Januar 1940 beantragte er die Aufnahme in die NSDAP und wurde zum 1. April desselben Jahres aufgenommen (Mitgliedsnummer 7.986.744). Zum Wehrdienst wurde er nicht einberufen, da er durch eine Kinderlähmung gehbehindert war. Jordan war ab 1941 außerordentlicher Professor und ab 1943 ordentlicher Professor für Mittlere und Neuere Geschichte an der Universität Kiel. Geheiratet hatte er 1942 Ilse Lohmann. Im Jahr 1943 übernahm Jordan in Hamburg zusätzlich eine Lehrstuhlvertretung für Otto Vehse, der im Krieg umkam.
Im Entnazifizierungsverfahren wurde Jordan als Entlasteter eingestuft. Seit 1948 war er korrespondierendes Mitglied der Zentraldirektion der MGH. 1965 übernahm er die Herausgeberschaft einer Darstellung der 300-jährigen Geschichte der Universität Kiel. Von 1967 bis 1972 war er Zweiter Vorsitzender des Verbands der Historiker Deutschlands. Seit 1971 war er Ehrenmitglied des Vereins für Lübeckische Geschichte und Altertumskunde. Jordan lehrte bis zu seiner Emeritierung 1975 an der Universität Kiel. In zahlreichen eigenen Untersuchungen und von ihm angeregten Arbeiten seiner Schüler wurden die verfassungsmäßigen Grundlagen des Herzogtums Sachsen sowie das Verhältnis von Königtum und Reich bearbeitet. Als akademischer Lehrer wurden von ihm 35 Dissertationen und vier Habilitationen angeregt und betreut. Bedeutende akademische Schüler waren Horst Fuhrmann, Wolfgang Prange, Erich Hoffmann, Ulrich Lange, Ottokar Menzel und Klaus Wriedt. Es bildete sich jedoch keine Schule im Sinne eines Kreises von Schülern mit einem gemeinsamen Forschungsgebiet heraus.
Jordans Forschungsschwerpunkt lag auf der Geschichte des Mittelalters, insbesondere der Stauferzeit. Er arbeitete an übergreifenden Darstellungen wie dem Gebhardt, Handbuch der deutschen Geschichte als Herausgeber des 4. Bandes Investiturstreit und frühe Stauferzeit mit. Die Monografie über Friedrich Barbarossa erlebte mehrere Auflagen. Jordan war Mitglied der Deutschen Kommission für die Bearbeitung der Regesta Imperii. In den 1930er und 1940er Jahren war sein Forschungsschwerpunkt die Kolonisationspolitik Heinrichs des Löwen. Auch nach dem Zweiten Weltkrieg forschte er weiter zu Heinrich dem Löwen. 1979 legte Jordan zu ihm eine Biografie vor, die jahrzehntelang das Referenzwerk war. Es brachte allerdings kaum neue Erkenntnisse und blieb den Interpretationsmustern der Vorkriegszeit verhaftet.
Bei der Aufstellung des Heinrich-der-Löwe-Denkmals in Lübeck im Jahr 1975 war er als wissenschaftlicher Berater tätig. Er war Mitglied im Rotary Club Kiel. Jordan gehörte zu den Wiederbegründern des Kieler Clubs und war im Rotary-Jahr 1961/62 dessen Präsident. Zum 50. Jahrestag der Clubgründung hat er die Geschichte des Clubs in einer Festschrift beschrieben. Der Rotary Club Kiel ernannte Jordan auch zum Ehrenmitglied.

## Schriften (Auswahl)
Aufsatzsammlung
- Ausgewählte Aufsätze zur Geschichte des Mittelalters (= Kieler historische Studien. Bd. 29). Klett-Cotta, Stuttgart 1980, ISBN 3-12-912050-5.

Monographien
- Das Eindringen des Lehnswesens in das Rechtsleben der römischen Kurie. In: Archiv für Urkundenforschung. Bd. 12, 1932, ZDB-ID 212111-6, S. 13–110 (Zugleich: Göttingen, Universität, Dissertation, 1931), (Durchgesehener reprographischer Nachdruck, mit einem Nachtrag zum Neudruck. (= Libelli. Bd. 325). Wissenschaftliche Buchgesellschaft, Darmstadt 1971, ISBN 3-534-05700-7).
- Die Entstehung der römischen Kurie. Ein Versuch. In: Zeitschrift der Savigny-Stiftung für Rechtsgeschichte. Bd. 59 = Kanonistische Abteilung. Bd. 28, 1939, ISSN 0323-4142, S. 97–152 (Unveränderter reprographischer Nachdruck, mit Nachtrag zum Neudruck. (= Libelli. Bd. 91). Wissenschaftliche Buchgesellschaft, Darmstadt 1973, ISBN 3-534-01574-6).
- Die Bistumsgründungen Heinrichs des Löwen. Untersuchungen zur Geschichte der ostdeutschen Kolonisation (= Schriften des Reichsinstituts für Ältere Deutsche Geschichtskunde (Monumenta Germaniae Historica). Bd. 3, ISSN 0080-6951). Hiersemann, Leipzig 1939 (Zugleich: Halle, Universität, Habilitations-Schrift, 1938), (3. Nachdruck. Hiersemann, Stuttgart 1979, ISBN 3-7772-5207-7).
- Die Urkunden Heinrichs des Löwen, Herzogs von Sachsen und Bayern (= Monumenta Germaniae Historica. Diplomata. Bd. 5: Laienfürsten und Dynastenurkunden der Kaiserzeit, Bde. 1–2). 2 Bde. (Bd. 1: Urkundentexte. Bd. 2: Einleitung und Register.). Hiersemann, Leipzig 1941–1949 (Volltext in MGH).
- Die Christian-Albrechts-Universität Kiel im Wandel der Jahrhunderte (= Veröffentlichungen der Schleswig-Holsteinischen Universitätsgesellschaft zu Kiel. Neue Folge, Bd. 1). Hirt, 1953.
- Deutsches Reich und Kaisertum. Anfänge und Aufstieg bis zum Beginn des Investiturstreits 911–1056 (= Handbuch der deutschen Geschichte. Bd. 1: Deutsche Geschichte bis zum Ausgang des Mittelalters. Abschnitt 3). Akademische Verlags-Gesellschaft Athenaion, Konstanz 1956.
- Friedrich Barbarossa. Kaiser des christlichen Abendlandes (= Persönlichkeit und Geschichte. Bd. 13, ZDB-ID 528992-0). Musterschmidt-Verlag, Göttingen u. a. 1959.
- Die Christian-Albrechts-Universität, Kiel 1665–1965. Wachholtz, Neumünster 1965.
- mit Erich Hofmann: Geschichte der Philosophischen Fakultät. Teil 2 (= Geschichte der Christian-Albrechts-Universität Kiel 1665–1965. Bd. 5,2). Karl Wachholtz, Neumünster 1969.
- Heinrich der Löwe. Eine Biographie. Beck, München 1979, ISBN 3-406-04033-0.